# Soiuz TMA-17
Soiuz TMA-17 és una missió espacial tripulada amb rumb a l'Estació Espacial Internacional (ISS). La nau fou llençada el 20 de desembre del 2009 i transportà tres membres de l'Expedició 22 de la ISS a l'estació. TMA-17 és el vol número 104 de la nau Soiuz. El Soiuz romandrà a bord de l'estació espacial durant la resta de la missió per si s'hagués de dur a terme una fugida d'emergència durant la missió.